# چونگوا پست
چونگوا پست (انگلیسی: Chunghwa Post) شرکت دولتی پست تایوانی است، که در سال ۱۸۷۸ تأسیس شد.